# HD 102117
HD 102117是一颗137光年外半人马座内类似太阳的恒星。尽管它的温度比太阳低，但亮度与太阳类似。至少有一颗行星（太阳系外行星）围绕它公转。

## 
有一颗环绕它公转的行星，其编号名称为。它是在这个恒星系里至今为止找到的唯一行星。其质量只有0.14木星质量。它的公转周期为20.67日。它是2004年2月14日被发现的。